# Ambrogio Squintani
Ambrogio Squintani (* 22. Februar 1885 in Pizzighettone, Provinz Cremona, Italien; † 8. August 1960) war Bischof des Bistums Ascoli Piceno.
Ambrogio Squintani empfing am 10. August 1907 die Priesterweihe. Am 21. September 1936 wurde er von Papst Pius XI. zum Bischof von Ascoli Piceno bestellt. Die Bischofsweihe spendete ihm am 1. November desselben Jahres der Bischof von Cremona, Giovanni Cazzani; Mitkonsekratoren waren Francesco Maria Franco, Bischof von Crema, und Ferdinando Rodolfi, Bischof von Vicenza.
Seinem Rücktrittsgesuch wurde am 17. Dezember 1956 von Pius XII. stattgeben; gleichzeitig wurde Ambrogio Squintani zum Titularerzbischof von Amorium ernannt.